# Йола Семедо
Йола Семедо (порт. Yola Semedo, повне ім'я: Йола Семедо Мутофа Коїмбра, порт. Yola Semedo Moutofa Coimbra, *8 травня 1978, Лобіту, Бенгела) — ангольська співачка і на теперішній час (2010-і роки) одна з найголовніших, найвідомиших і найвизнаніших творчих особистостей своєї країни.  

## З життя і творчості
Йола Семедо виросла в музичній родині. Її батько був учителем музики.
Музична кар'єра співачки почалась у 1984 році, як учасниці гуруту Impactus 4, створеному її братами, це ж привело до її появи у кінострічці Arco Íris («Веселка»). У 1985 році вона, представляючи свою країну (у складі музичного гурту), перемогла у міжнародному музичному конкурсі, який організовувало ЮНЕСКО у Болгарії. Наступного (1986-го) співачка, як вокалістка групи брала участь у Festival da Figueira da Foz у Португалії.
У 1990-91 роках Йола Семедо вийшла зі складу музичного гурту, не виступала якийсь час, відновивши вже сольну музичну кар'єру; емігрувала до Намібії, де проживала у 1990-2005 році.
У 1995 році Йола Семедо виграла премію Voz de Ouro de África («Золотий голос Африки»).
В Анголі співачку тричі (2000, 2006, 2007) визнавали кращим жіночим голосом. У жовтні 2010 в Луанді виконавиця вперше отримала титул Top dos mais Queridos («Топ найулюбленіших»). У 2015 році Йола Семедо стала найбільшою переможецею національної премії Angola Music Awards 2015, перемігши у 4-х номінаціях: «найкращий альбом року», «найкраща жіноча виконавиця», «найкращий виконавець семба» і «найкращий виконавець кізомба».
Йола Семедо працює в музичних стилях: кізомба, семба, зук і поп. Репертуар співачки включає музичні твори переважно на теми кохання, зради і щастя. Дискографія виконавиці включає її найвідоміший альбом Minha Alma («Моя Душа», 2010).
Йола Семедо — представник-посланець компанії Шеврон у боротьбі з малярією і СНІДом в Анголі. 
Понад 30-річна успішна музична кар'єра з безліччю відзнак і нагород, як у рідній Анголі, так і за кордоном, зробила Йолу Семедо найбільш відомою і найвизнанішою ангольською співачкою.